# Língua tectiteca
l
A língua tectiteca (tectiteco ou ainda teco), é um membro do ramo quicheano-mameano das línguas maias. Está intimamente relacionada com a língua mam, sendo falada por aproximadamente 1 000 pessoas no município guatemalteco de Tectitán.

## Classificação
Classificado na família de línguas do ramo Mameano das línguas maias, Tektitek (também conhecida como Tectiteco, Teco, Teko, Kʼontiʼl, Qyool, entre outros) é falada pelo povo Tektitano de Huehuetenango, Guatemala. Está intimamente relacionado com a língua mam. Vários falantes de Tektitek se estabeleceram no México. Devido à proximidade de Huehuetenango com a fronteira mexicana  os falantes da língua se apropriaram de aspectos do espanholl mexicano. Enquanto 4.900 falantes foram registrados em 2010 pela Ethnologue, Juventino de Jesus Perez Alonzo estimou que restavam apenas 2.000 falantes da língua naquela época. Ele observou, entretanto, que medidas estão sendo tomadas para ensinar as crianças em Huehuetenango a língua Tekitek. De acordo com o Projeto de línguas em risco de extinção, a língua está atualmente ameaçada. Pouco se sabe sobre a cultura dos falantes, mas existem recursos que fornecem vocabulário, bem como outras ferramentas educacionais.

## Cultura
Pouco se sabe sobre os povos Tektitan e suas culturas. Linguista, Perez Alonzo, diz que muito trabalho está sendo feito para melhorar isso. YouTube tem um vídeo sobre a agricultura nas terras do Teco, as well as Tektitekan clay pots. No vídeo da lavoura, um palestrante do Teco explica que a melhor época para semear o milho é na lua cheia, porque se semeado depois, o milho não fica tão bom, pois tende a se quebrar. O palestrante continua que no dia seguinte à colheita, as famílias são convidadas a comemorar, um cordeiro é morto e é compartilhado por todos junto com o milho. Acendem fogos de artifício e estendem a cada família cinco espigas de milho cada, e todos continuam curtindo a festa. No vídeo dos potes de barro, outro falante nativo, esta mulher, explica o processo de fabricação dos potes de barro.

## Educação
Como parte do esforço para restabelecer a língua Tektitek, Ernesto Baltazar Gutierrez, um autor guatemalteco, lançou um livro Tektiteko Grammar em 2007 e no mesmo ano, também colaborou com o autor, Erico Simon Morales, para lançar um dicionário bilíngue Tektiteko que é usado em escolas na Guatemala.  A Universidade Rutgers contém uma das cópias dos livros de vocabulário. Alguns sites também estão sendo alterados para ajudar as pessoas a aprender algumas palavras e orações do vocabulário Tektiteko, como um administrado pela Fundação de Línguas Nativas das Américas..

## Vocabulário
A tabela abaixo fornece uma lista de palavras em inglês e suas contrapartes Tektitek, conforme encontrada na página Línguas nativas das Américas. Um relato detalhado das pronúncias também pode ser encontrado neste site.
| Inglês | Tectiteco |
| ------ | --------- |
| One    | Juun      |
| Dois   | Kaabʼee   |
| Man    | Iichaan   |
| Mulher | Xuuj      |
| Sol    | Qʼiij     |
| Lua    | Qyaa '    |
| Água   | A '       |

## Escrita
A língua usa uma forma do alfabeto latino desenvolvida por missionários.
Não são usadas as letras C e H exceto nas formas Ch e Ch’.  Também não se usam D, F, G, Z. São usadas as formas B’, K’, Ky. Ky’, Nh, Q’, T’, Tx, Tx’, Tz, Tz’, Tz’, Xh, ‘/´

## Fonologia
|             |             | Bilabial | Alveolar  | Alveolar  | Pós- alveolar | Retroflexa | Palatal | Velar   | Velar     | Uvular | Glotal |
| plana       | palatizada  | Bilabial | Alveolar  | Alveolar  | Pós- alveolar | Retroflexa | Palatal |         |           | Uvular | Glotal |
| ----------- | ----------- | -------- | --------- | --------- | ------------- | ---------- | ------- | ------- | --------- | ------ | ------ |
| Nasal       | Nasal       | m ⟨m⟩    | n ⟨n⟩     | n ⟨n⟩     |               |            |         | ŋ ⟨nh⟩  |           |        |        |
| Plosiva     | plana       | p̪ʰ ⟨p⟩   | tʰ ⟨t⟩    | t͡sʰ ⟨tz⟩  | t͡ɕʰ ⟨ch⟩      | ʈ͡ʂʰ ⟨tx⟩   |         | kʰ ⟨k⟩  | kʰʲ ⟨ky⟩  | qʰ ⟨q⟩ | ʲʔ ⟨'⟩ |
| Plosiva     | glotalizada | ɓ ⟨bʼ⟩   | tʼ ⟨tʼ⟩   | t͡sʼ ⟨tzʼ⟩ | t͡ɕʼ ⟨chʼ⟩     | ʈ͡ʂʼ ⟨txʼ⟩  |         | kʼ ⟨kʼ⟩ | kʼʲ ⟨kyʼ⟩ | ʛ ⟨qʼ⟩ |        |
| Fricativa   | Fricativa   | v ⟨w⟩    | s ⟨s⟩     | s ⟨s⟩     | ɕ ⟨xh⟩        | ʂ ⟨x⟩      |         |         |           | χ ⟨j⟩  |        |
| Vibrante    | Vibrante    |          | ɾ ⟨r⟩     | ɾ ⟨r⟩     |               |            |         |         |           |        |        |
| Aproximante | Aproximante | ʋ ⟨w⟩    | l ~ ɺ ⟨l⟩ | l ~ ɺ ⟨l⟩ |               |            | j ⟨y⟩   |         |           |        |        |

As ejetivas coronais (/ɓ, ʛ/ pode ser alofonicamente pré-somoras

## Amostra de texto
João 1:1-4
1.	Bwen, aj tqet k'ulu' kyaqil aj nxik qen, Te Aj Swal Tpakb'alil [ti'j te Qtata Dios] atqetkix tuq, b'ix tetz atqet tuq tuky'i [Qtata] Dios b'ix tetz Dioskix tuq.
2.	Ntons aj tqet k'ulu' kyaqil, tetz atqetkix tuq tuky'i Qtata Dios.
3.	Aji tetz oqet k'ulun kyaqil aj at, k'onti'l jun tidi' aj nya'tx-wit aji oqet k'ulun.
4.	A tetz ntzaj sin kyanq'in kye xjal b'ix te nini jun chk'atunal tuj kywitz.
Português
1.	1. No princípio era o Verbo, e o Verbo estava com Deus, e o Verbo era Deus.
2.	2. O mesmo foi no princípio com Deus.
3.	3. Todas as coisas foram feitas por ele; e sem ele nada do que foi feito se fez. Nele estava a vida; e a vida era a luz dos homens.
4.	Nele estava a vida; e a vida era a luz dos homens <re>Biblia Kingt James</ref>